# Siger de Courtrai
Siger de Courtrai (latin Sigerus de Cortraco, flamand Zeger van Kortrijk) est un grammairien et philosophe du langage de l'école des Modistes. Il est né à Courtrai vers 1283 et mort à Paris le 30 mai 1341. Il a fait sa carrière à l'université de Paris.

## Biographie
Il est maître ès-arts de l'université de Paris vers 1309. À partir de 1310, il enseigne à la Sorbonne, dont il est procurateur en 1315. Il fut aussi, en même temps, doyen du chapitre de l'église Notre-Dame de Courtrai, au moins de 1308 à 1323. Certains de ses livres, légués à la Sorbonne, se trouvent encore aujourd'hui à la Bibliothèque nationale de France.

## Œuvres
- Ars obligatoria
- Ars priorum
- Categoriae
- Commentarius in librum Perihermenias
- Fallaciae
- Isagoge
- Sophismata
- Summa modorum significandi